# Camino Real (Chile)

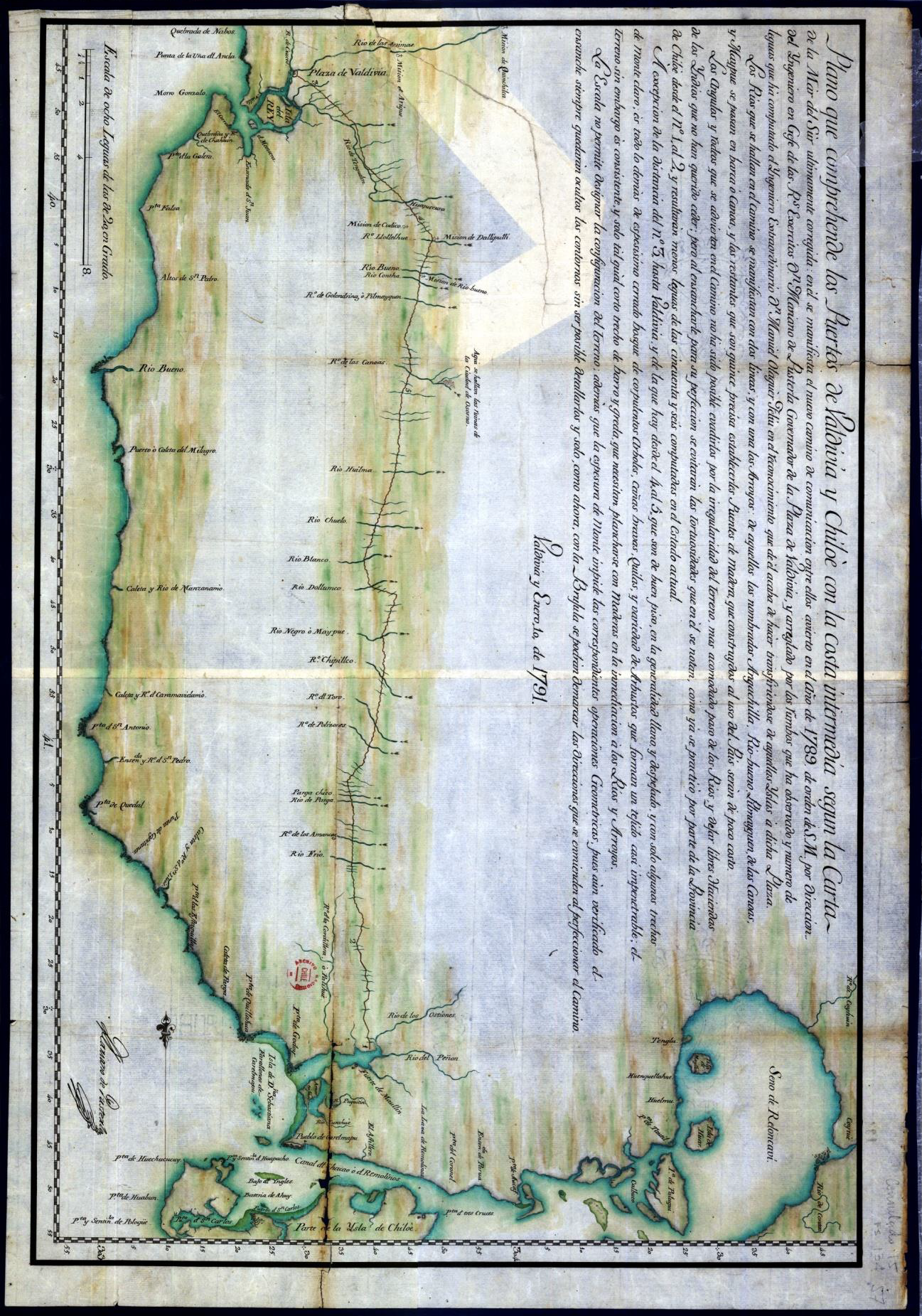
Mapa de Camino Real en Chile entre Valdivia y Chiloé, hecho en 1791

El Camino Real fue el primer camino terrestre que unió Valdivia y la zona de Chiloé. Este nacía en  Corral, pasaba por Río Bueno,  la refundada ciudad de Osorno  y el sector de Maypué; siempre pegado a la Cordillera de la Costa hasta llegar a Maullín.

## Historia
Para llevar a cabo el proyecto de volver a abrir el antiguo Camino Real, perdido en 1603, y establecer la comunicación por tierra entre los territorios del gobierno de Chiloé y del Gobierno de Valdivia, la ejecución de este fue posible, producto de que coincidieron los intereses de la gobernación del Reino y los de las autoridades de ambas plazas (Valdivia y Chiloé). La iniciativa obedecía, además, a la mayor atención de la Corona Española puesta en el sur de Chile desde el punto de vista estratégico; en tiempos en que se pensaba que los ingleses podrían establecerse en los territorios periféricos australes
Por estas razones, se encargó repetidas veces su construcción, en concordancia con la política borbónica de fomento vial emprendida en España e Indias por Carlos III y Carlos IV. Sin embargo, aunque se había insistido en su importancia, la obra sólo quedaba en el intento.
Luego a fines del siglo XVIII se dicta la real orden de 1784, en la cual al gobernador de Chiloé Francisco Hurtado se le ordena oficialmente la construcción del camino. Sin embargo, igualmente el gobernador de Valdivia, Mariano Pusterla en 1786; comenzaría informalmente a abrir una senda desde el norte de forma independiente, argumentando que con ello buscaba colaborar con los esfuerzos que se hacían desde Chiloé para abrir el camino; con lo cual ambos gobernadores buscaron obtener la gloria de realizar este proyecto.
Sin embargo, ambos gobernadores tenía apreciaciones y criterios opuestos sobre como desarrollar el proyecto en el territorio de la frontera "de arriba" (frontera huilliche); ya que el gobernador de Valdivia postulaba realizarlo mediante la vía pacífica, mientras el de Chiloé planteaba una ofensiva bélica para entrar al territorio (como había sucedido con los Mapuches en el resto de los territorios de la guerra de Arauco y la recuperación de las ruinas de Osorno).
El proyecto comenzaría finalmente a concretarse cuando a fines del 1787 los caciques Tangol y Catiguala que “ocupaban y mandaban los terrenos entre Río Bueno y Chiloé” acudieron a visitar al gobernador de Valdivia para reafirmar la paz, porque según él mismo, habían tenido noticias de los preparativos bélicos desde Chiloé y buscaban el apoyo de la Plaza en razón de amigos y aliados. Así gracias a la pacificación del territorio Huilliche, producto del Tratado de Paz de Río Bueno que se firmaría el 24 de febrero de 1789, a orillas del Río Bueno, los indígenas ofrecen en ese momento además de permitir a los españoles ocupar las ruinas de Osorno, igualmente el poder facilitar la apertura del Camino Real a Chiloé. Hecho que se ratificaría también luego de celebrado el Parlamento de Las Canoas, en las orillas del río Rahue.
Al ser terminado, este camino cumplió una importante función para un grupo de familias de Chiloé que repoblaron la ciudad de Osorno, y para el tránsito de sus habitantes y suministros entre la isla y las otras ciudades de Chile, así como el suministro desde los territorios del Gobierno de Osorno a ambos enclaves estratégicos (Valdivia y Chiloé).

No es tampoco la vanagloria de recuperar un puesto perdido (La ciudad de Osorno) y reedificar una ciudad sobre sus antiguos cimientos. Es su situación local y la proporción en que está lo que ha movido a S. M. para ordenar su repoblación. Colocado Osorno casi a iguales distancias entre Chiloé y Valdivia, era necesaria allí una población que en todo tiempo surtiese a estos puertos marítimos, ingratos y estériles por sí mismos, de lo necesario para su subsistencia.

Instrucción dada al Superintendente de Osorno, por el Excmo. señor Marqués de Osorno, Virrey, Gobernador y Capitán General de estos Reinos, Don Ambrosio O'Higgins, (1796).

### Construcción
A partir de 1790 el proyecto estuvo bajo la dirección del Capitán de Ingenieros Reales don Manuel Olaguer Feliú.
Después de este tránsito de la tropa sin inconvenientes, tanto desde Valdivia como desde Chiloé se enviaron nuevas expediciones para el ensanche del mismo trazado. En el verano de 1791 un equipo compuesto por 104 presos, 4 cabos y 20 soldados para su custodia y bajo la dirección del ingeniero Manuel Olaguer Feliú trabajó en el ensanche del camino, encontrándose en el río Maipué con los trabajadores que hacían lo propio desde Chiloé. Enviados por Pedro Cañaveral (el nuevo gobernador de Chiloé). Los chilotes habían salido el 12 de febrero de 1791 al mando de los capitanes Antonio Mata y Pedro Mansilla (quién anteriormente estuvo al mando de las dos expediciones enviadas por Hurtado); los cuales trabajaron durante 72 días "planchando" todo el ensanche del camino y levantando un total de 70 puentes.
En la expedición que se efectuó para abrir el Camino Real a Osorno en 1791, el cirujano Isidro Zapata escribió en su diario, que integraba el conjunto un grupo de “trabajadores de Calbuco, los cuales afectados de una fuerte disentería causaron durante la expedición una serie de molestias”.

## Consecuencias
Una vez completado el Camino Real, éste pasó a ser en esa época la vía principal que unía a la ciudad de Valdivia, pasando por San José de Alcudia (Río Bueno), con la ciudad de Osorno; y de esta plaza, conectar la zona del Río Maipué, para luego llegar a Maullín;  finalmente vía el Canal de Chacao, poder conectarse con la ciudad de San Carlos de Ancud (en la Isla de Chiloé).
La creación del camino Real además de comunicar la zona entre Valdivia y Chiloé, igualmente produciría el surgimiento de una serie de pequeños poblados entre las ciudades, en especial en la ruta del Camino Real que conectaba al sur por la costa, entre estos poblados (los cuales la gran mayoría no pasaba de ser simples caseríos donde predominaban las faenas agrícolas, mientras otros lograron consolidarse en pueblos y ciudades), podemos nombrar por ejemplo a la villa de Riachuelo y a la ciudad de Maullín. Este mismo fenómeno de aparición de pueblos y ciudades en esta zona se observaría posteriormente al construirse entre 1907 y 1911, la vía férrea que conectó las ciudades de Osorno y Puerto Montt en el siglo XX.

## En la actualidad
En la actualidad la carretera principal que une la zona de Valdivia a Chiloé es la Ruta 5 Sur, pero el Camino Real es aun vigente. En Osorno actualmente el Camino Real corresponde a la actual Avenida Real camino al sector Las Vegas, en el sector de Rahue Alto; y continua al sur como la actual Ruta U-72.

### Ruta turística
Actualmente el camino Real es potenciado turísticamente como la ruta más antigua del sur de Chile; de la cual además de la naturaleza presente en la ruta, se ofrece un comercio turístico asociado a ella a través del turismo rural (cabalgatas, excursiones, actividades agropecuarias y campestres etc.).